# 阿尔马略内斯
阿尔马略内斯，是西班牙卡斯蒂利亚-拉曼恰瓜达拉哈拉省的一个市镇。总面积78平方公里，总人口60人（2001年），人口密度1人/平方公里。